# Kristdemokraterna
 Denne artikel omhandler det svenske parti Kristdemokraterna. For det danske parti, se Kristendemokraterne.
Kristdemokraterna (KD) er et politisk parti i Sverige, som er repræsenteret i Riksdagen siden 1991. Partiet har været regeringsparti i perioderne 1991-1994, 2006-2014 og siden 2022 (pr.  2024).

## Historie
Partiet blev dannet i 1964 under navnet Kristen Demokratisk Samling (KDS). I 1987 skiftede partiet navn til Kristdemokratiska Samhällspartiet (KdS). Sit nuværende navn fik partiet i 1996. 
Allerede i 1966 fik partiet indvalgt 354 medlemmer i de svenske kommunalbestyrelser. Derimod kom partiet ikke i Riksdagen, da det fik under 4 procent af stemmerne. I 1985-1988 sad partiets daværende leder Alf Svensson i Riksdagen. Han repræsenterede et valgteknisk samarbejde mellem Kristdemokraterne og Centerpartiet. Siden 1991 har partiet siddet i Riksdagen i kraft af sine egne stemmer. 

## Valgresultater
| År             | 1964 | 1966 | 1968 | 1970  | 1973  | 1976  | 1979  | 1982  | 1985   | 1988  | 1991  | 1994 | 1998   | 2002  | 2006  |
| Riksdagsvalg   | 1,8% | *    | 1,5% | 1,80% | 1,75% | 1,36% | 1,39% | 1,87% | 2,6%** | 2,94% | 7,14% | 4,1% | 11,77% | 9,15% | 6,59% |
| Landstingsvalg | *    | 1,8% | *    | 1,9%  | 2,1%  | 1,9%  | 2,0%  | 2,4%  | 2,0%   | 3,1%  | 7,0%  | 3,7% | 10,0%  | 8,2%  | 6,65% |
| Kommunalvalg   | *    | *    | *    | 1,8%  | 2,1%  | 2,0%  | 2,1%  | 2,4%  | 2,0%   | 2,8%  | 5,8%  | 3,2% | 8,0%   | 7,1%  | 5,8%  |

* – Der var ikke valg til Riksdagen samme år som de øvrige valg. 
** – Valgteknisk samarbejde med Centerpartiet under navnet Centern og dermed intet eget resultat. Procenten er anslået.

## Kristelige demokrater i andre lande
Der findes kristeligt demokratiske partier i mange lande. Disse partier har især spillet en stor rolle i Tyskland og Italien. I Finland hedder partiet også Kristendemokraterne. I Danmark skiftede Kristeligt Folkeparti navn til Kristendemokraterne i 2003. 